# Partido Republicano Progressista
De Partido Republicano Progressista, afgekort PRP (Nederlands: Republikeinse Progressieve Partij) was een politieke partij in Brazilië. De partij was sinds 1990 actief bij alle Braziliaanse verkiezingen en werd definitief geregistreerd op 29 oktober 1991. Ze werd opgericht om de politieke erfenis van Ademar de Barros bij elkaar te brengen. 
De partij werd geleid door zijn zoon Ademar de Barros Filho, met verwijzing naar de oude PRP en PSP Ademaristas. Bij het creëren van de PPB in 1995, die samen ging met de PPR in de PP, heeft het toenmalige Congreslid Ademar de Barros Filho geprobeerd om de PRP in de fusie omvatten, maar het voorstel werd verworpen door de Nationale Conventie. Ademar trok zich terug uit de lijst en werd vervangen door Dirceu Gonçalves Resende. Tot zijn dood in 2003 leidde hij de PRP. Sindsdien werd de partij gerund door zijn zoon Ovasco Resende.
De andere Partido Republicano Progressista die als inspiratie diende voor de nieuwe PRP, werd geleid door Ademar de Barros en opgericht in 1945. In 1946 fuseerde de partij met de PPS van Miguel Reale en de PAN van Alvaro Rolim Telles om samen de PSP te vormen. In 1965 werd deze partij opgeheven met de komst van het militaire regime.
Op 17 december 2018 werd de partij opgeheven en opgenomen in de partij Patriota.